# Франческо Моријеро
Франческо Морејиро (31. март 1969) је бивши италијански фудбалер и фудбалски тренер. Играо је на позицији десног крила. Такође је играо за репрезентацију Италије.

## Каријера
Франческо Моријеро је током каријере играо за неколико италијанских клубова, укључујући Лече (1986–1992), Каљари (1992–94), Рому (1994–97), Интер Милано (1997–2000) и Наполи (2000–2002).
Пореклом из Лечеа, каријеру је започео с омладинским клубом локалног клуба, а професионални деби имао је код сениорске екипе Лече током сезоне 1986–87. Следеће сезоне је уписао 35 наступа, постигавши 3 гола, помажући тиму да добије промоцију у Серији А. Играо је две сезоне у Серији А са Лечеом, уписао 86 наступа и постигао 4 гола, пре него што је Лече поново препуштен у Серију Б. Током сезоне 1991–92, у 34 наступа поставио је лични најбољи учинак од 6 голова, пре него што је 1992. прешао у Каљари, где је дебитовао у европским такмичењима, посебно помажући тиму да стигне до полуфинала 1993. године у Купу УЕФА. 
Године 1994. преселио се у Рому за 8,5 милијарди лира. Са клубом је провео 3 сезоне, постајући важна личност, имао је 75 наступа у Серији А и постигао 8 голова. У мају 1997. прво је склопио уговор о потписивању за Милан, али у јулу је са Интером потписао за милион лира. у размену између два миланска клуба у којима је учествовао Андре Круз, који је првобитно требало да потпише уговор са Интером.
Дебитовао је с Интером првог дана сезоне у Серији А 1997/1998., 31. августа 1997, против Бреше, на стадиону Ђузепе Меаца. Његова најистакнутија и најуспешнија чаролија у каријери припала је миланском клубу, а у својој првој сезони освојио је Куп УЕФА од 1997. до 98. године под менаџером Луиђијем Симонијем, посебно постигавши погодак ударцем бицикла против швајцарског тима Ксамакс током турнира. Интер је те сезоне уско пропустио и титулу у Серие А Јувентусу, јер је Моријеро у тој сезони имао 28 наступа у лиги, постигавши 3 гола. Иако је због повреде имао мање наступа током наредне две сезоне (укупно 28 наступа у Серији А, постигавши 3 гола), касније је стигао и до финала Купа Италије 2000. са клубом, под Марселом Липијем, пре него што је прешао у Наполи у 2000. Током сезоне 2000–01 у Серији А одиграо је 14 наступа са Наполијем постигавши гол иако није успео да спаси клуб од испадања. Каријеру је окончао са клубом 2002. године, у Серији Б. Укупно је у Серији А постигао 287 наступа, постигавши 21 гол.

## Репрезентација
Након наступа са италијанском фудбалском репрезентацијом млађих од 21 године, у победи Грчке 7. фебруара 1990. од 1: 0, под менаџером Чезареом Малдинијем, Моријеро је такође играо за сениорску репрезентацију Италије; укупно је постигао два гола на осам мечева за Италију између 1998. и 1999. године. Свој виши међународни деби направио је 28. јануара 1998., победом над Словачком од 3: 0, обезбедивши две асистенције током меча; у свом следећем наступу, у међународном пријатељском мечу против Парагваја, 22. априла 1998, постигао је свој погодак само два гола за Италију, пошто су код куће победили са 3-1. Моријеро је био учесник Италије на ФИФА-ином светском купу 1998. године, где је Италија елиминисана у четвртфиналу од домаћина и евентуалних шампиона Француске на пеналима. Иако је често смењиван са дефанзивнијим ди Ливиом на десном крилу, он се ипак појавио у свих пет мечева Италије током турнира, а асистирао је првом голу Вијерија у Италији 3-0. Победили су против Камеруна у њиховом другом мечу групне фазе, такође започевши игру за свој други циљ меча. Такође је у комбинацији са Филипом Инзагијем покренуо представу која је довела до победоносног гола Бађа против Аустрије у финалном мечу групе Италије, пошто је Италија победила са 2: 1 у врху своје групе. Последњи наступ у Италији направио је 9. октобра следеће године, у европском квалификационом колу против Белорусије, под менаџером Дином Зофом, који се завршио реваншом од 0: 0.

## Тренерска каријера
2006. године, убрзо након што је успешно завршио студије у тренерској школи, Моријеро је постављен за главног тренера клуба Аfrica Sports. Дана 27. јула 2007. године, објавили су да су отпустили Моријера, поставивши свог помоћника Салватореа Нобилеа за новог менаџера.
Дана 7. августа Моријеро је потписао за A.S.D. Lanciano Calcio 1920 у Серије Ц1, водећи клуб под великим финансијским проблемима који су узастопно довели до банкрота, било је и продаје аукцијским регулацијама и одбитка бодова током целе сезоне. Сукцесивно је водио Кротоне који је победио у плеј-офу Лега Про Прима Дивисионе и остварио унапређење у Серију Б у сезони 2008–09.
Потом је обављао функцију главног тренера клуба Фросиноне из Серије Б од јула 2009. до априла 2010. године.
У септембру 2010. године именован је новим главним тренером клуба U.S. Grosseto 1912 у италијанској Серији Б, заменивши Луиђија Аполонија, али је отпуштен касније у јануару 2011. због лоших резултата. У сезони 2012–2013 поново је именован главним тренером тог клуба, али 1. октобра 2012 је отпуштен.
Дана 30. јуна 2013. Моријеро је потписао са својим бившим клубом Лечеом, иако је отпуштен 24. септембра.
Већ јула 2014. године ангажовао га је U.S. Catanzaro 1929, иако га је клуб отпустио 9. новембра.
У мају 2017. године постављен је за тренера Самбенедетезеа. Отпуштен је у новембру, али је касније позван у априлу 2018. Поново је напустио клуб 30. јуна 2018. године.
У јуну 2019. године придружио се клубу Cavese 1919, али је добио отказ у септембру после 4 утакмице Серије Ц без победа.

## Стил игре
Моријеро је користио десну ногу, био је брз, енергичан и високо технички везни играч, који се претежно користио као десни крилни нападач; иако је првенствено био нападач али се понекад користио и као спољни нападач, био је познат и по својој тактичкој интелигенцији и одбрамбеном доприносу са лопте, као и његовој способности да се држи назад, што му је омогућило да ефикасно прекрива бок. Моријерови главни атрибути били су његово убрзање, темпо, вештине дриблинга, спретност, креативност; ове карактеристике су му омогућиле да победи противника у појединачним ситуацијама, подигне крила и пружи ширину свом тиму преоптерећењем бокова, што свом тиму даје бројчану предност приликом напада. Такође је био познат по својој способности да ствара шансе и пружа асистенције за нападаче својом способношћу преласка и дугим лоптама са десног бока. Такође је имао добар вид и распрострањеност, као и склоност за постизање поготка спектакуларним ударцима са даљине или акробатским циљевима из волеја.
Њега су сматрали једним од најбољих крила своје генерације током лиге, његови наступи, карактеристике, стил игре и позиција на терену створили су му поређења са угледним бившим италијанским крилима Франком Каузијом, Бруном Контијем и Робертом Донадонијем, као и португалским крилним играчем Луис Фигом. Међутим, упркос свом таленту, Моријеро је такође стекао репутацију да буде понекад недоследан. Поред својих вештина и играчких способности, Моријеро је био познат и по прослави заштитног знака, који је укључивао њега како се претвара да полира фудбалске копачке својих саиграча кад год постигну гол.